# Завојни мишић врата
Завојни мишић врата (лат. musculus splenius cervicis) је локализован у другом слоју задње стране вратне мускулатуре. Он представља доњи спољашњи сноп завојног мишића главе са којим је срастао у доњем делу.
Припаја се на ртним наставцима од трећег до петог грудног кичменог пршњена, као и на попречним наставцима прва три цервикална пршљена.
Инервисан је од стране задњих грана вратних живаца, а основна функција му је опружање (екстензија), бочно савијање и обртање главе.
Снабдевање крвљу долази од: вертебралне артерије, дубоке цервикалне артерије, силазне гране окципиталне артерије, попречне цервикалне артерије и горње интеркосталне артерије.
Нешто је слабије развијен у односу на завојни мишић главе.